# Heterangaeus gloriosus gloriosus
Heterangaeus gloriosus gloriosus is een ondersoort van de tweevleugelige Heterangaeus gloriosus uit de familie Pediciidae. De soort komt voor in het Palearctisch gebied.